# جین شیا
جین شیا سیزدهمین فرمانروای اسطوره‌ای دودمان شیا بود. نام دیگر او یینجا (胤甲) بود. او ۲۱ سال فرمان راند. در سال هشتم فرمانروایی اش، خشکسالی بزرگی در چین پدید آمد. پس از او کونگ جیا، به فرمانروایی رسید.